# Marino (Italie)
Pour les articles homonymes, voir Marino.
Marino est une ville italienne de la ville métropolitaine de Rome Capitale dans le Latium en Italie.

## Géographie
Marino est située dans la zone des Castelli romani, sur le penchant des Monts Albains, à 20 kilomètres de Rome qu'elle domine.

## Étymologie
Le nom de la ville dérive de Marius qui avait, croit-on, sa Villa ici. Elle s'élève sur le site de l'ancien Castrimoenium, ville fortifiée par Sylla.

## Histoire
Sur le territoire de cette commune se trouvait la ville antique de Bovillae, connue dès le VIIe siècle avant notre ère, et dont la dernière mention est en 1024. Cette cité  avait un des plus grands cirques du monde romain.
En 1090 cette ville était la place forte des Comtes de Tusculum. L'un d'eux la donna à sa fille quand elle se maria à Oddone Frangipani. En 1266, elle fut achetée par les Orsini. Quand elle fut en leur possession, Cola di Rienzo fit une vaine tentative en 1347 pour s'en emparer.
Sous le Pontificat de Martin V (Colonna), Marino devint la propriété des Colonna
La rue principale est appelée Corso Vittoria Colonna en l'honneur de cette Princesse poète, qui naquit ici, en 1490. Elle était célèbre par ses vertus et par l'hommage que Michel-Ange et l'Arioste lui rendirent pour ses "Vers".

### Monuments
- Palais Colonna, palais municipal;
- La cathédrale, église de "St. Barnabé", dans la chapelle à gauche, est un tableau de St. Barthélemy par Guercino. Derrière le maître-autel est un tombeau de marbre du cardinal Jérome Colonna (1652);
- Église de la Sainte-Trinitè (1640), avec le tableau de la Trinité par Guido Reni;
- "Bosco Ferentino", bois ainsi nommé à cause d'un temple à la déesse Férentina, où les cités Latines tenaient leurs assemblées;
- Église de la "Madonna delle Grazie" où il y a un tableau de St. Roch, par Domenichino.
- La fontaine "dei 4 Mori" érigée en mémoire de la bataille de Lépante, par l'architecte Sergio Venturi, les statues qui représentent quatre esclaves ou Turcs attachés à une colonne sont de Pompeo Castiglia.
- Le "Mithraeum", un sanctuaire du culte de Mithra.

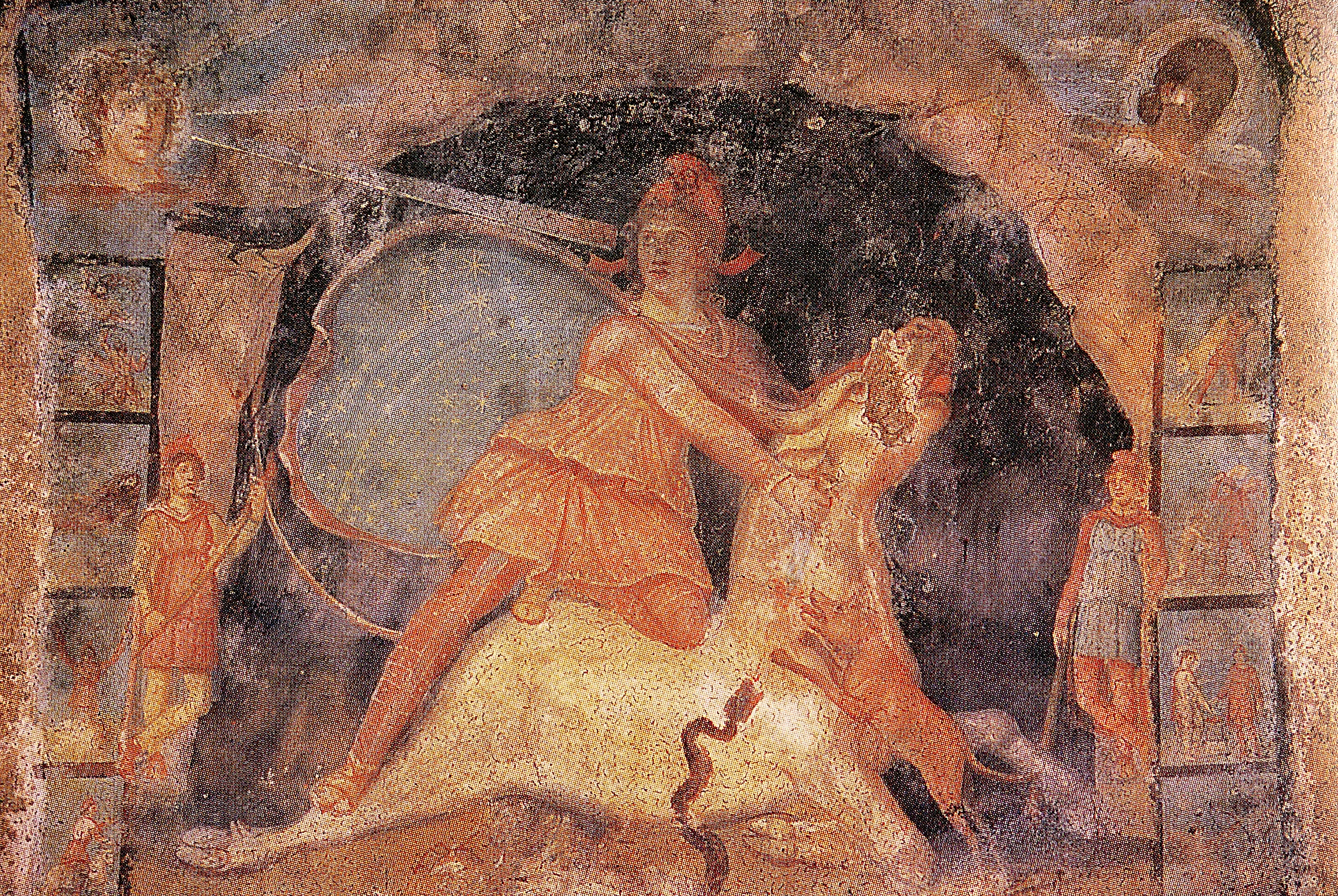
Mithraeum de Marino
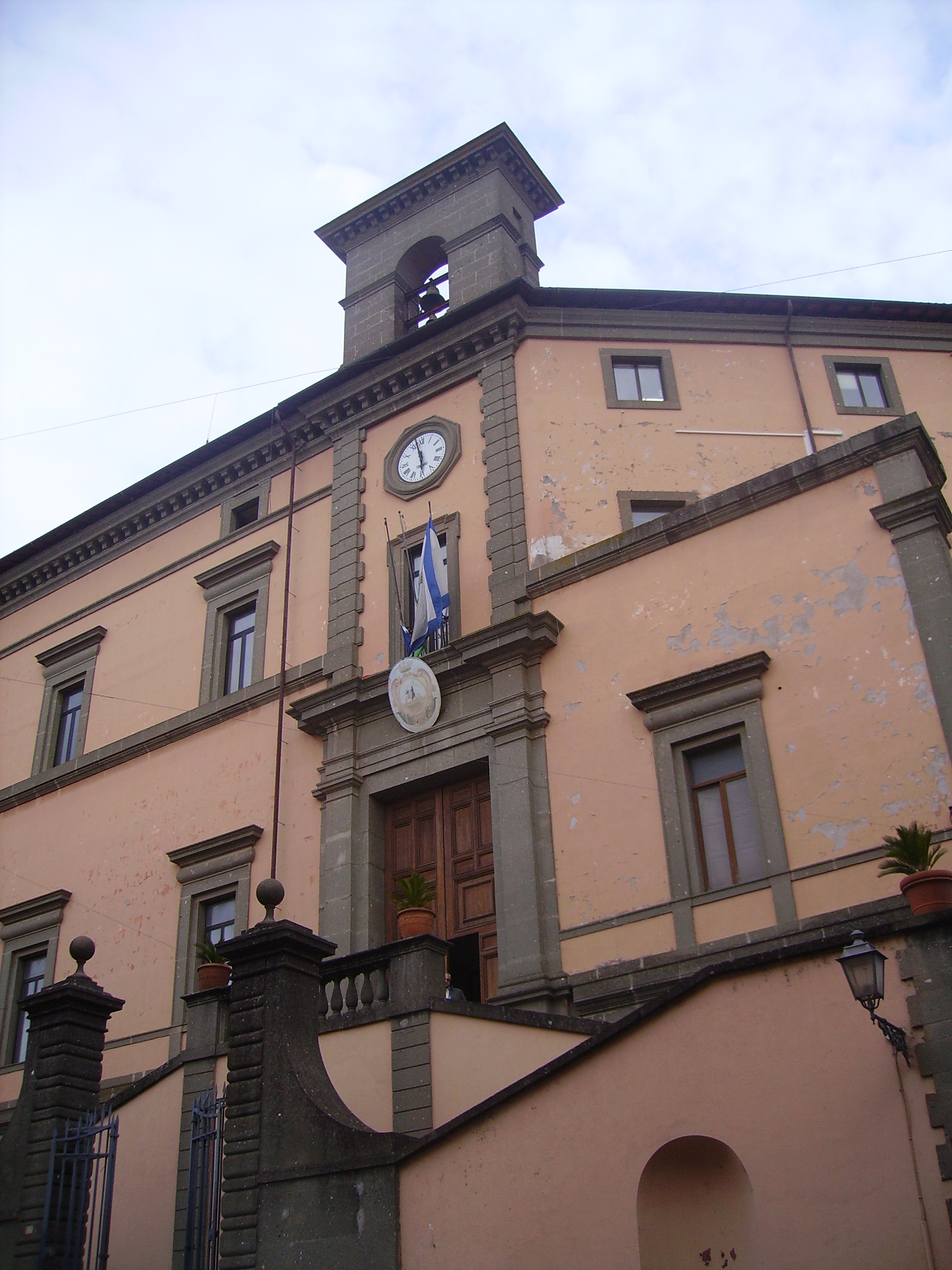
Palais Colonna
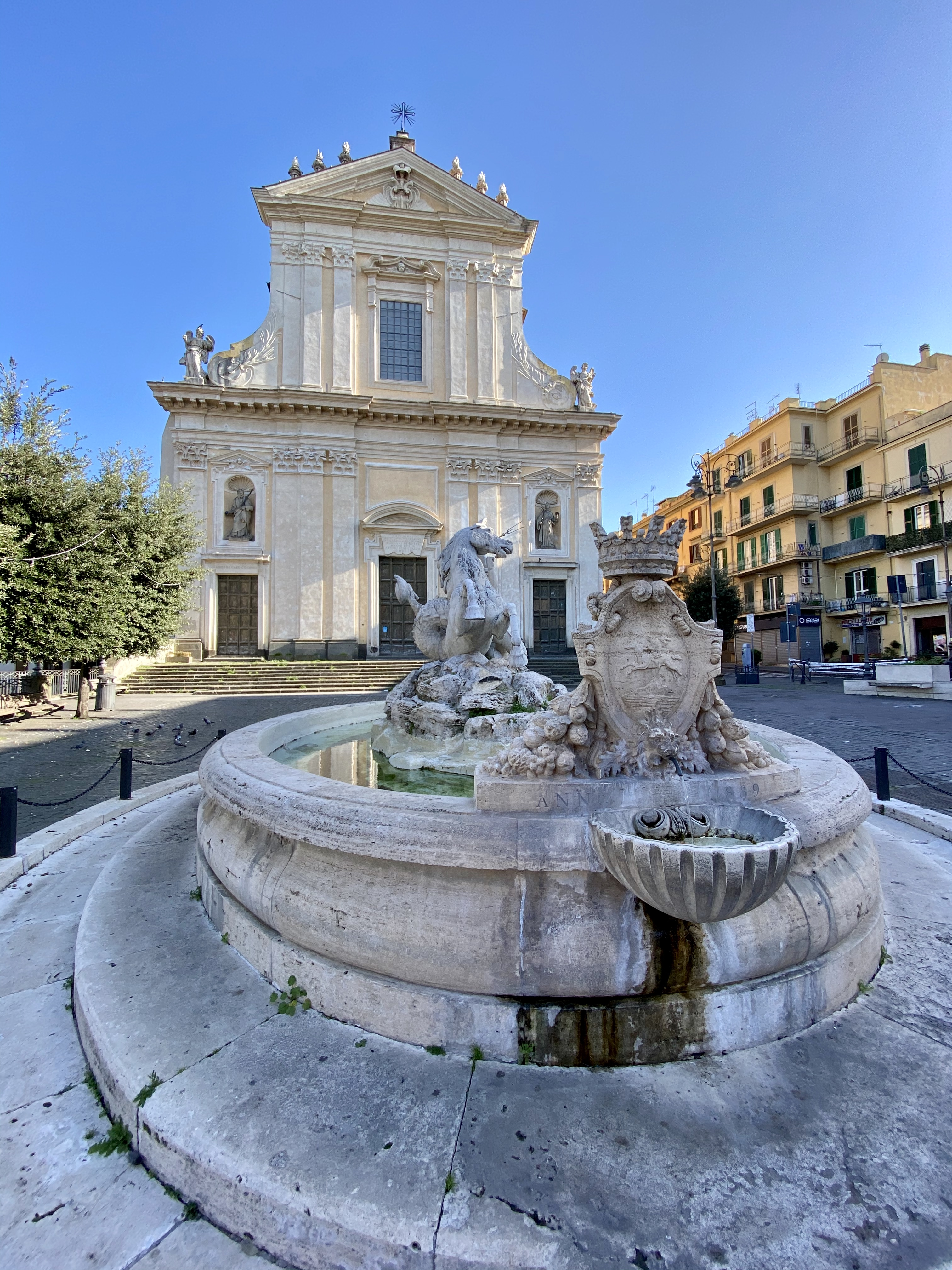
La cathédrale de St. Barnabé
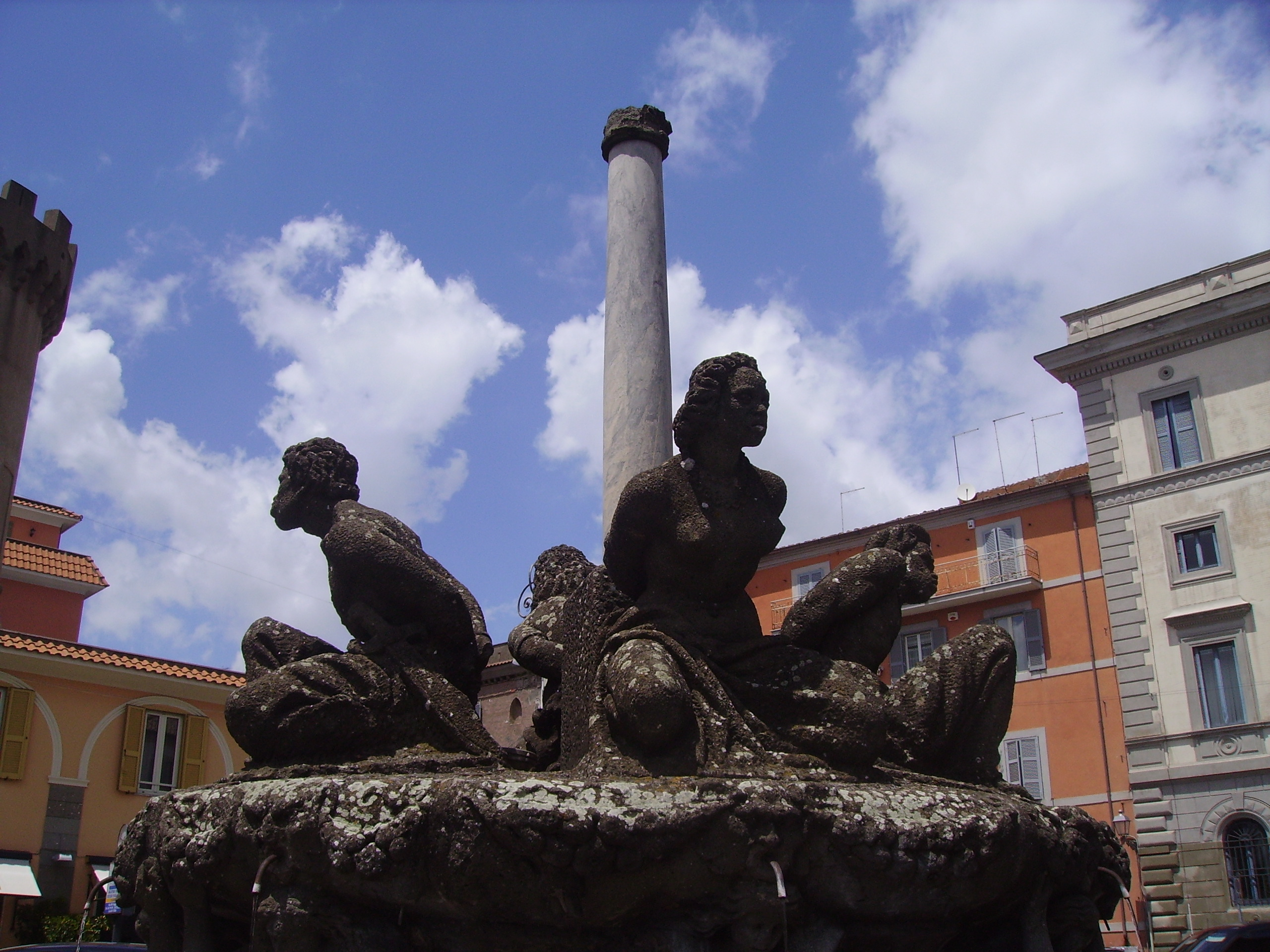
La fontaine "dei 4 Mori"

## Personnalités liées à cette localité
- Vittoria Colonna
- Roberta Gemma
- Maria Domenica Fumasoni Biondi (1766-1828), archéologue italienne, y a vécu et y est morte.

## Administration
| Période                                  | Période  | Identité        | Étiquette     | Qualité |
| ---------------------------------------- | -------- | --------------- | ------------- | ------- |
| 13 juin 2006                             | En cours | Adriano Palozzi | Centro-Destra |         |
| Les données manquantes sont à compléter. |          |                 |               |         |

### Hameaux
Cava dei Selci, Frattocchie, Santa Maria delle Mole

### Communes limitrophes
Castel Gandolfo, Ciampino, Grottaferrata, Rocca di Papa, Rome

## Jumelages
- Anderlecht (Belgique)
- Ischia Porto (Italie)
- Boulogne-Billancourt (France) depuis 1968
- Nafpactos (Grèce)
- Assisi (Italie)
- Irving (Texas) (États-Unis)
- Neukölln (Allemagne)
- Paterna (Espagne)
- Zaanstad (Pays-Bas) (1980)